# Penumping
Penumping is een bestuurslaag in het regentschap Surakarta van de provincie Midden-Java, Indonesië. Penumping telt 3472 inwoners (volkstelling 2010).